# Geodèsica de Schwarzschild
En relativitat general, les geodèsiques de Schwarzschild descriuen el moviment de les partícules de prova en el camp gravitatori d'una massa fixa central. {\textstyle M,} és a dir, moviment en la mètrica de Schwarzschild. Les geodèsiques de Schwarzschild han estat fonamentals en la validació de la teoria de la relativitat general d'Einstein. Per exemple, proporcionen prediccions precises de la precessió anòmala dels planetes del Sistema Solar i de la desviació de la llum per la gravetat.
Les geodèsiques de Schwarzschild només es refereixen al moviment de partícules de masses tan petites que contribueixen poc al camp gravitatori. No obstant això, són altament precisos en molts escenaris astrofísics sempre que això {\textstyle m} és moltes vegades més petit que la massa central {\textstyle M}, per exemple, per als planetes que orbiten al voltant de la seva estrella. Les geodèsiques de Schwarzschild també són una bona aproximació al moviment relatiu de dos cossos de massa arbitrària, sempre que la massa de Schwarzschild {\textstyle M} és igual a la suma de les dues masses individuals {\textstyle m_{1}} i {\textstyle m_{2}}. Això és important per predir el moviment de les estrelles binaries en la relativitat general.

## Context històric
La mètrica de Schwarzschild rep el nom en honor al seu descobridor Karl Schwarzschild, que va trobar la solució el 1915, només un mes després de la publicació de la teoria de la relativitat general d'Einstein. Va ser la primera solució exacta de les equacions de camp d'Einstein a part de la solució trivial d'espai pla.
El 1931, Yusuke Hagihara va publicar un article que mostrava que la trajectòria d'una partícula de prova en la mètrica de Schwarzschild es pot expressar en termes de funcions el·líptiques.
Samuil Kaplan el 1949 va demostrar que hi ha un radi mínim perquè l'òrbita circular sigui estable en mètrica de Schwarzschild.

## Mètrica de Schwarzschild
Una solució exacta de les equacions de camp d'Einstein és la mètrica de Schwarzschild, que correspon al camp gravitatori extern d'un cos de massa no carregat, no giratori i simètric esfèrica. {\textstyle M}. La solució de Schwarzschild es pot escriure com
{\displaystyle ds^{2}=c^{2}{d\tau }^{2}=\left(1-{\frac {r_{\text{s}}}{r}}\right)c^{2}dt^{2}-{\frac {dr^{2}}{1-{\frac {r_{\text{s}}}{r}}}}-r^{2}(d\theta ^{2}+\sin ^{2}\theta \,d\varphi ^{2})}
on
{\displaystyle \tau }, en el cas d'una partícula de prova de petita massa positiva, és el temps adequat (temps mesurat per un rellotge que es mou amb la partícula) en segons,
{\displaystyle c} és la velocitat de la llum en metres per segon,
{\displaystyle t} és , per {\displaystyle r>r_{\text{s}}}, la coordenada del temps (temps mesurat per un rellotge estacionari a l'infinit) en segons,
{\displaystyle r} és, per {\displaystyle r>r_{\text{s}}}, la coordenada radial (circumferència d'un cercle centrat a l'estrella dividida per {\displaystyle 2\pi }) en metres,
{\displaystyle \theta } és la colatitud (angle des del nord) en radians,
{\displaystyle \varphi } és la longitud en radians, i
{\displaystyle r_{\text{s}}} és el radi de Schwarzschild del cos massiu (en metres), que està relacionat amb la seva massa {\textstyle M} per {\displaystyle r_{\text{s}}={\frac {2GM}{c^{2}}},}

Comparació entre l'òrbita d'una partícula de prova en l'espai-temps newtonià (esquerra) i Schwarzschild (dreta); observeu la precessió absidal a la dreta.

on {\textstyle G} és la constant gravitatòria. La teoria newtoniana clàssica de la gravetat es recupera en el límit com a relació va a zero. En aquest límit, la mèA la pràctica, aquesta proporció és gairebé sempre extremadament petita. Per exemple, el radi de Schwarzschild {\textstyle r_{\text{s}}} de la Terra és aproximadament 9 mm (3⁄8 polzada); a la superfície de la Terra, les correccions a la gravetat newtoniana són només una part en mil milions. El radi de Schwarzschild del Sol és molt més gran, aproximadament 2953 metres, però a la seva superfície, la proporció {\textstyle {\frac {r_{\text{s}}}{r}}} és aproximadament 4 parts en un milió. Una estrella nana blanca és molt més densa, però fins i tot aquí la proporció a la seva superfície és d'aproximadament 250 parts en un milió. La proporció només es fa gran a prop dels objectes ultradensos com les estrelles de neutrons (on la proporció és d'aproximadament el 50%) i els forats negres.